# Já jsem Groot
Já jsem Groot (v anglickém originále I Am Groot) je americký animovaný televizní seriál založený na komiksové postavě Groot od společnosti Marvel Comics. Seriál je vysílán, podobně jako předchozí seriály, na Disney+ a skládá se ze série krátkometrážních filmů. Režíruje jej Kirsten Lepore. Vin Diesel si zopakoval svou roli Groota, podobně jako Bradley Cooper.
Seriál byl oznámen v prosinci 2020, produkovat se začal v srpnu 2021 a premiéra byla stanovena na 10. srpna 2022. Druhá série krátkometrážní filmů měla premiéru 6. září 2023.

## Příběh
Každý krátký film bude sledovat Baby Groota, jak vyrůstá v galaxii a vydává se za dobrodružstvími s novými postavami, které ho dostanou do problémů.

## Obsazení
- Baby Groot – humanoidní strom a člen Strážců galaxie[2]

- Rocket – mýval, expert na zbraně a žoldák, člen Strážců galaxie

## Epizody
| Řada | Díly | Premiéra v USA | Premiéra v USA |
| Řada | Díly | První díl      | Poslední díl   |
| ---- | ---- | -------------- | -------------- |
| 1    | 5    | 10. srpna 2022 | 10. srpna 2022 |
| 2    | 5    | 6. září 2023   | 6. září 2023   |

## Produkce

### Vývoj
V prosinci 2020 oznámil prezident Marvel Studios Kevin Feige sérii krátkých filmů s Baby Grootem v hlavní roli – Já jsem Groot.
V té době zároveň vedoucí streamování, televize a animací Marvel Studios Brad Winderbaum vybral Kirsten Lepore, aby zrežírovala krátké filmy.  James Gunn, scenárista a režisér filmů o Strážcích galaxie, potvrdil v dubnu 2021, že seriál bude animovaný. Lepore byla oficiálně oznámena jako režisérka kraťasů během Disney+ Day v listopadu 2021.
První série seriálu Já jsem Groot se skládá z pěti krátkých filmů o celkové délce přibližně 15 minut.  Výroba pěti dalších krátkých filmů byla zahájena v červenci 2022. Lepore uvedla, že druhá série kraťasů bude „ve stejném duchu“ jako ta první.

### Obsazení
V červnu 2022 bylo potvrzeno, že Vin Diesel si zopakuje svou hlasovou roli Baby Groota. Následující měsíc bylo odhaleno, že si Bradley Cooper také zopakuje svou roli z Marvel Cinematic Universe, Rocketa, a také cameo Jamese Gunna, který nadaboval postavu Wrist Watch.

### Premiéra
První série Já jsem Groot má premiéru na Disney+ 10. srpna 2022. Od vydání první série se začala vyvíjet série druhá, která byla oficiálně oznámena 6. srpna 2023, s plánovanou premiérou 6. září téhož roku.